# Monumento a Arturo Fernández
L'escultura urbana coneguda pel nom Monumento a Arturo Fernández, ubicada al parc del llogaret de Priañes, al municipi d'Oviedo, Principat d'Astúries, Espanya, és una de les més d'un centenar que adornen els carrers de l'esmentada ciutat espanyola.
El paisatge urbà d'aquesta ciutat, es veu adornat per obres escultòriques, generalment monuments commemoratius dedicats a personatges d'especial rellevància en un primer moment, i més purament artístiques des de finals del segle xx.
L'escultura, feta de bronze, és obra de Santiago de Santiago, i està datada 1999.
L'obra es va dur a terme per encàrrec de l'Ajuntament d'Oviedo, que va decidir aixecar una escultura en honor de l'actor Arturo Fernández (nascut a Gijón, el 1930).
La figura de l'actor, vestit elegantment en un posat típic de la sèrie televisiva "La casa de los líos", té més de dos metres d'alt, i està col·locada sobre una alta peanya de pedra, al centre d'un parterre del parc públic.